# Albert Weil
Pour les articles homonymes, voir Weil.
Albert Paul Moïse Weil est un skipper français né le 26 décembre 1880 à Paris et mort le 5 décembre 1945 dans la même ville.

## Biographie
Albert Weil participe à bord du Rose Pompon à la course de classe 6,5 mètres aux Jeux olympiques d'été de 1920 et remporte la médaille d'argent olympique en compagnie de Félix Picon et de Robert Monier.